# Cyfluthrin
Cyfluthrin (systematický název [(R)-kyano-[4-fluor-3-(fenoxy)fenyl]methyl] (1R,3R)-3-(2,2-dichlorethenyl)-2,2-dimethylcyklopropan-1-karboxylát) je syntetický pyrethroid používaný jako insekticid. Jako většina pyrethroidů je vysoce toxický pro ryby. Obvykle se prodává jako tekutý koncentrát s 10 až 25 % cyfluthrinu a ředí se před postřikem zemědělských rostlin a budov.
Cyfluthrin dráždí oči a kůži. Může zde způsobit svědění, pálení nebo štípání, které přetrvává až 24 hodin; tyto příznaky se mohou objevit již při expozici, ale i za 1 až 2 dny. Pocení nebo vystavení slunci či teplu může podráždění zhoršit. Do krve se cyfluthrin vstřebává špatně. Při nadměrné expozici se objevuje nauzea, bolest hlavy, svalová slabost, slinění, dušnost a křeče. Organismus člověka tento pyrethroid deaktivuje v játrech enzymatickou hydrolýzou na karboxylové kyseliny, které se vylučují močí s poločasem 5–7 hodin. Expozici pracovníků lze monitorovat měřením množství metabolitů v moči, při vážnější expozici lze provést kvantifikaci cyfluthrinu v krvi nebo plazmě. Celková otrava cyfluthrinem se vyskytuje zřídka.